# Pont Carrega
Le pont Carrega (en génois : pônte de Carræ) est un pont monumental en pierre à six travées, datant du XVIIIe siècle, qui traverse le ruisseau Bisagno, dans le quartier de Molassana à Gênes. Ayant échappé aux bombardements des deux guerres mondiales et aux différentes inondations ayant affecté la ville, il est placé sous protection monumentale par la Surintendance du patrimoine architectural et paysager.

## Description
Depuis l'Antiquité, les deux rives du Val Bisagno étaient reliées par des gués dangereux ou des passerelles temporaires en bois. Ce n'est qu'à l'époque romaine puis au Moyen Âge, avec le pont de Sant'Agata (semi-détruit par les crues de 1970 et 1992), que furent créées les premières structures stables pour franchir le ruisseau parfois très impétueux qui le traverse.
La nécessité de traverser le ruisseau encore plus en aval, et l'absence à l'époque d'une route sur la rive est, incitent les habitants de Montesignano en 1747 à se tourner vers la république de Gênes, sollicitant formellement la construction d'un ouvrage stable. Montesignano avait été impliqué dans la guerre de Succession d'Autriche (1746-1747), et une artère de liaison entre les deux rives de la vallée en contrebas était fortement souhaitée par les habitants,. La date de début de la construction du pont n'est pas connue, mais dans l'édicule votif autrefois placé au centre du pont se trouvait une plaque indiquant 1788 comme date d'inauguration. La structure a été initialement construite avec dix-huit arches. En 1800, lors du siège de Gênes qui voit s'affronter les troupes françaises et autrichiennes, des volontaires du Val Bisagno rejoignent les troupes du général André Masséna pour défendre la colline et le pont,. Au début du XIXe siècle, une partie de l'ouvrage est démolie pour faire place à la route napoléonienne sur la rive est du fleuve.
D'importance stratégique pour le commerce et la défense de la vallée, il a été restauré pour la première fois en 1907 et, surtout, en 1923. À la suite de la construction de via Lungobisagno Dalmazia, en effet, la structure a subi un raccourcissement avec la démolition d'une série de travées d'origine.

## Nom
Le toponyme Carrega a une origine incertaine. Selon certains érudits, dont Amedeo Pescio dans son Les noms des rues de Gênes en 1912, l'allusion à la famille locale Carrega serait erronée : « le nom génois de pônte de Carræ, c'est-à-dire pont des allées ». En 1906, le général Ugo Assereto publie une brochure consacrée au nom du pont, dans laquelle il déclare: « ce pont a toujours été appelé Ponte de Carræe en dialecte; [...] Carraie écrivait le nom de cette localité en latin depuis plusieurs centaines d'années ; du XIIIe siècle au moins, c'est certain ! [...] De tout cela, je pense qu'il peut être déduit comme probable que la localité de Bisagno, connue pendant des siècles sous le nom de Carraie, a pris le nom des carrières de pierre qui dans les temps anciens, dans la première partie du Moyen Age, devaient exister dans ces environs ». Selon la chercheuse historique Jolanda Valenti Clara, bien qu'au début la zone s'appelait en fait Carrara (ou Carræ, en génois) car elle était utilisée pour le transit des charrettes, le nom italien actuel serait encore attribuable à la Famille Carrega qui a contribué aux frais de rénovation et d'entretien de l'ouvrage et possédait de nombreuses propriétés dans la région.

## Protection
Étonnamment, en 2012, le pont risquait d'être démoli dans le cadre d'un projet municipal visant à élargir la route sur la rive est, car déclaré incompatible avec le risque hydrogéologique de la zone. Après la mobilisation des riverains afin de trouver une solution alternative, l'attention a été portée sur la surintendance qui l'a placée sous protection avec un décret exécutif régional spécifique. La construction ultérieure du déversoir de Bisagno a alors fait disparaître les risques redoutés et en 2015 une motion pour la protection du pont a été votée à l'unanimité par le conseil municipal,,.
En 2012, le pont a été placé à la première place en Ligurie dans le recensement des lieux du cœur de la FAI.
Le pont et ce qui était autrefois la zone environnante du même nom sont les protagonistes d'une prose de Camillo Sbarbaro, intitulée Tramonto a Ponte Carrega, contenue dans Trucioli, et publiée en 1920: 

« Ponte Carrega, rosso fiore colto dagli occhi una sera; come un ricordo d'amore tra le pagine chiuso. »

— Camillo Sbarbaro
| « Ponte Carrega, fleur rouge prise par les yeux un soir; comme un souvenir d'amour entre des pages fermées ». |

## Galerie d'images

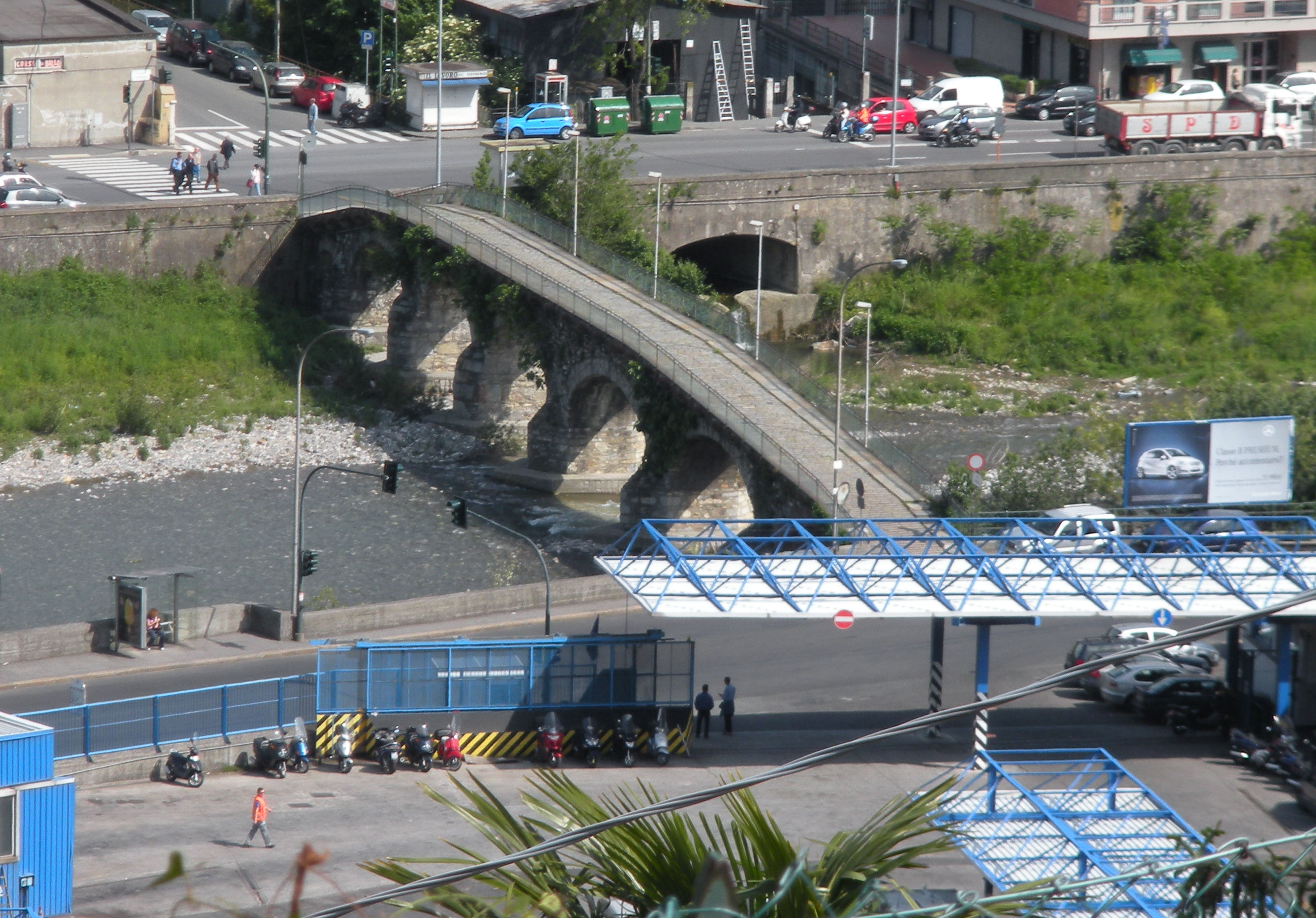
Pont Carrega en 2010
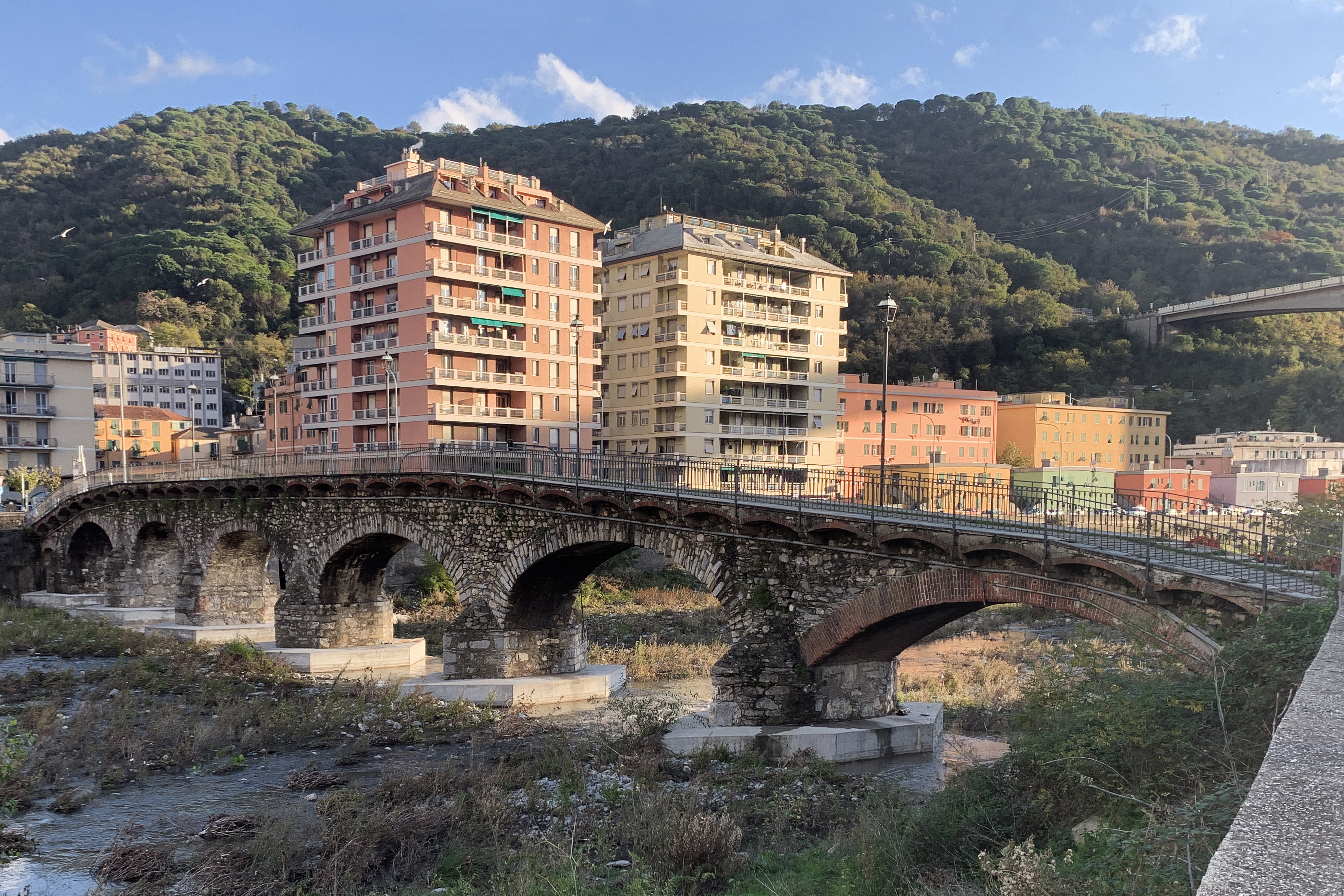
Le pont vu de la rive ouest
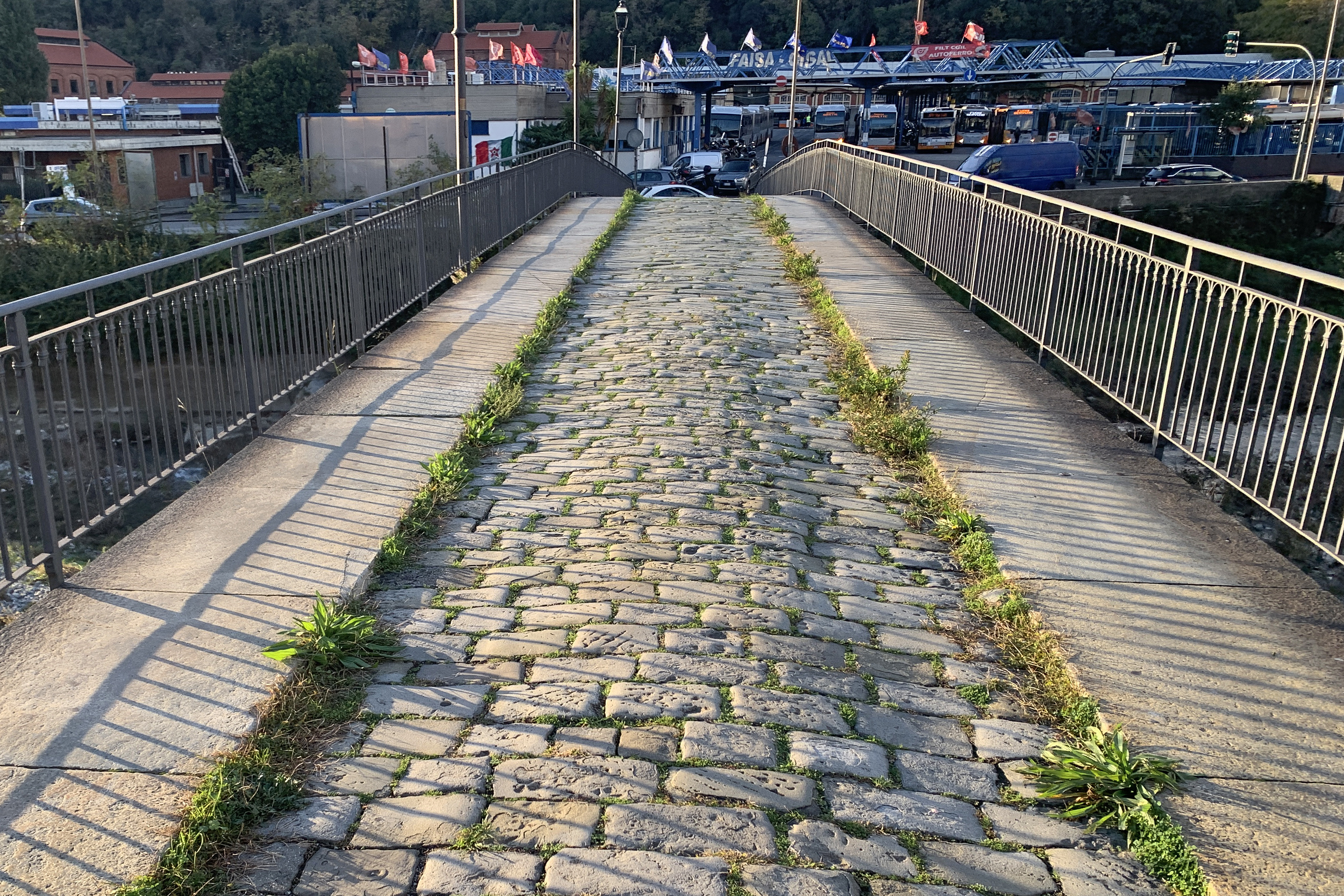
Les pavés de pierre du pont
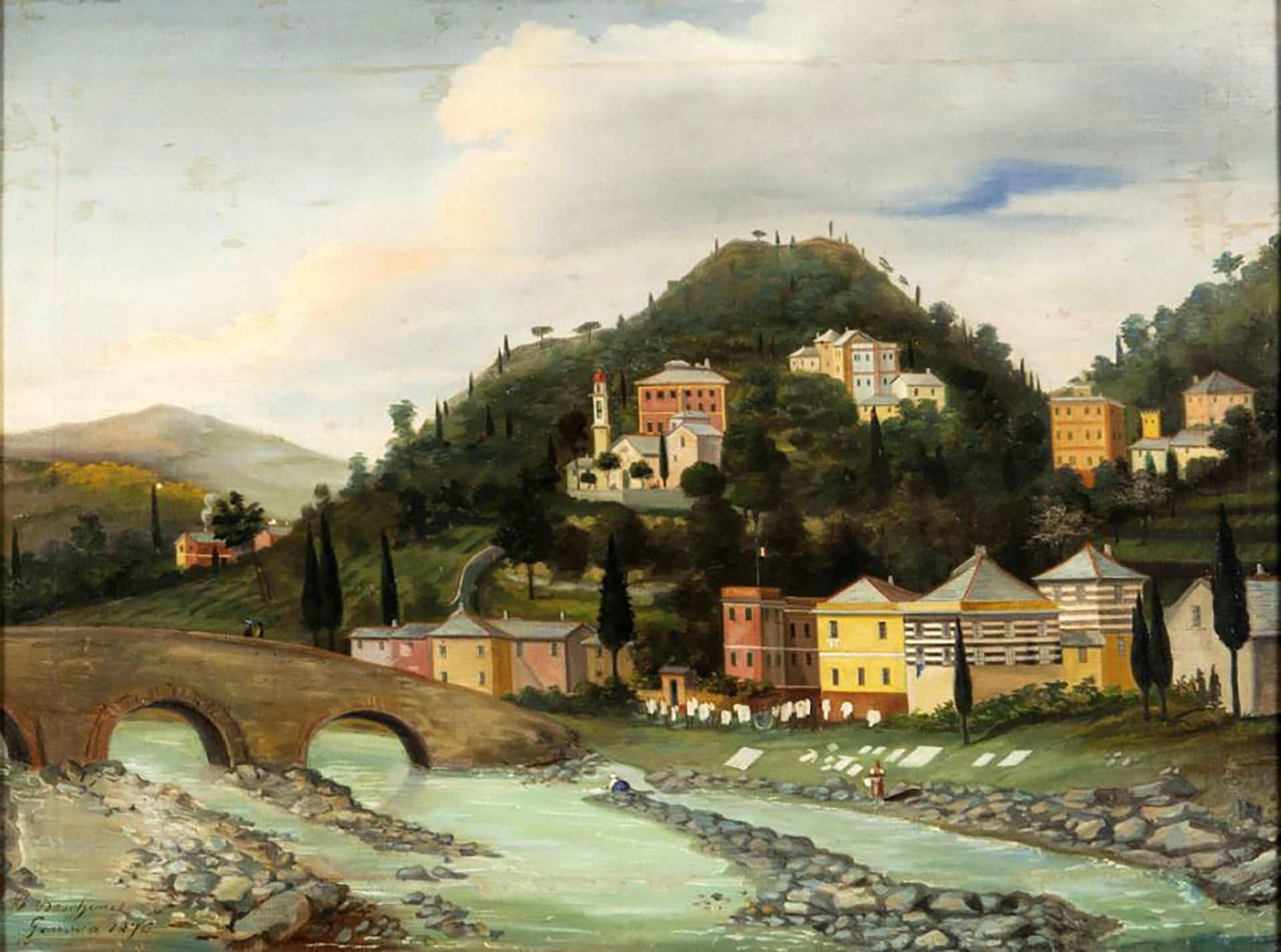
Ponte Carrega dans un tableau de Marcello Baschenis daté de 1870 ; l'église de San Michele Arcangelo est visible au centre.
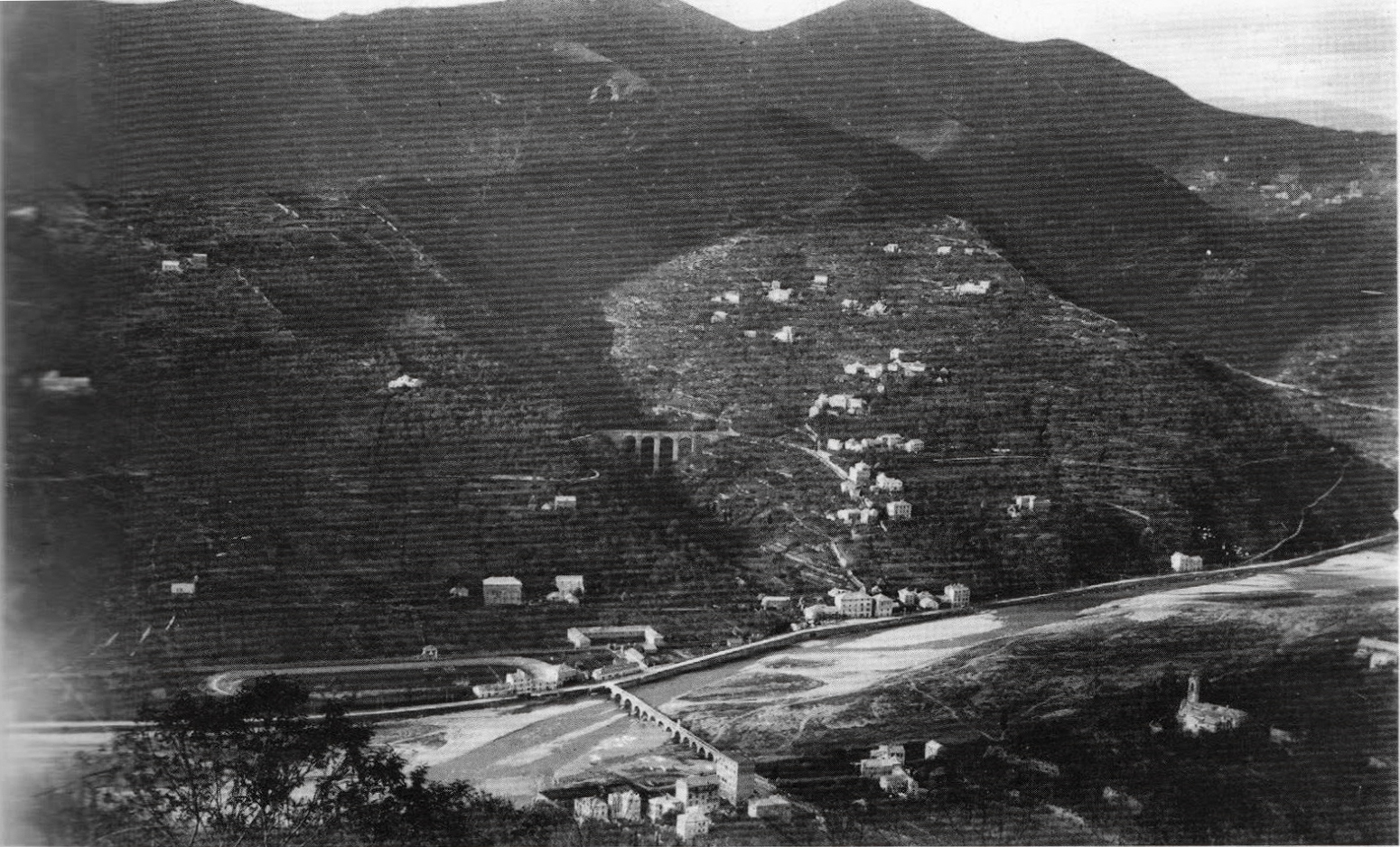
La vallée de Torre Quezzi en 1903 ; le Ponte Carrega avait encore un nombre important d'arcs.
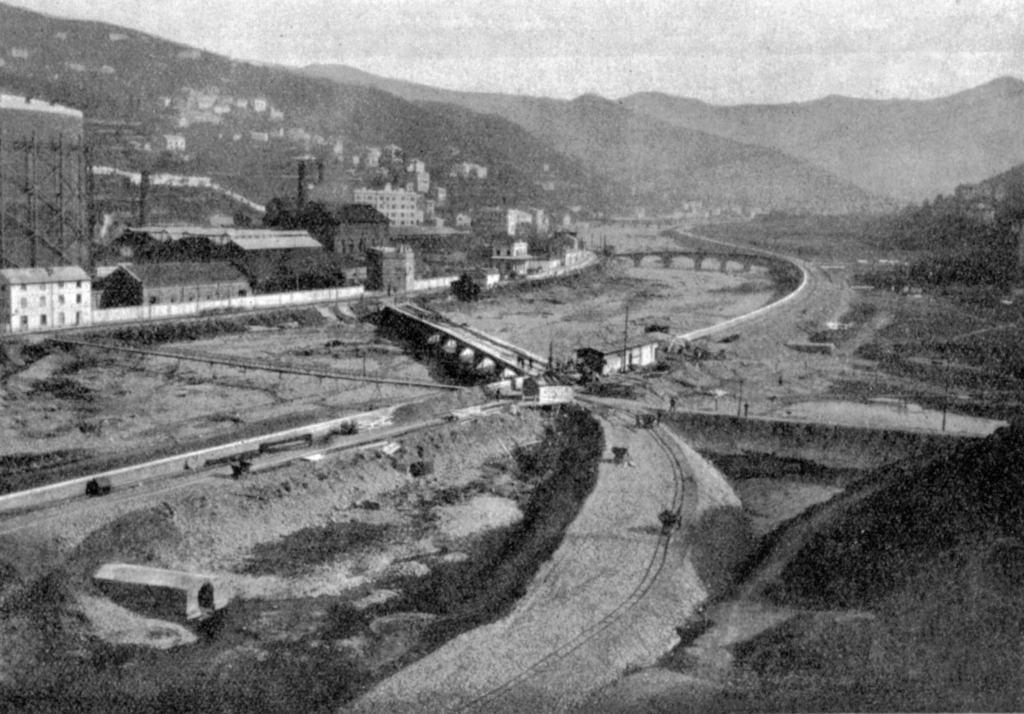
Une photo de 1927 du quartier de la Gavette, le pont Carrega est visible en arrière-plan, en haut à droite.
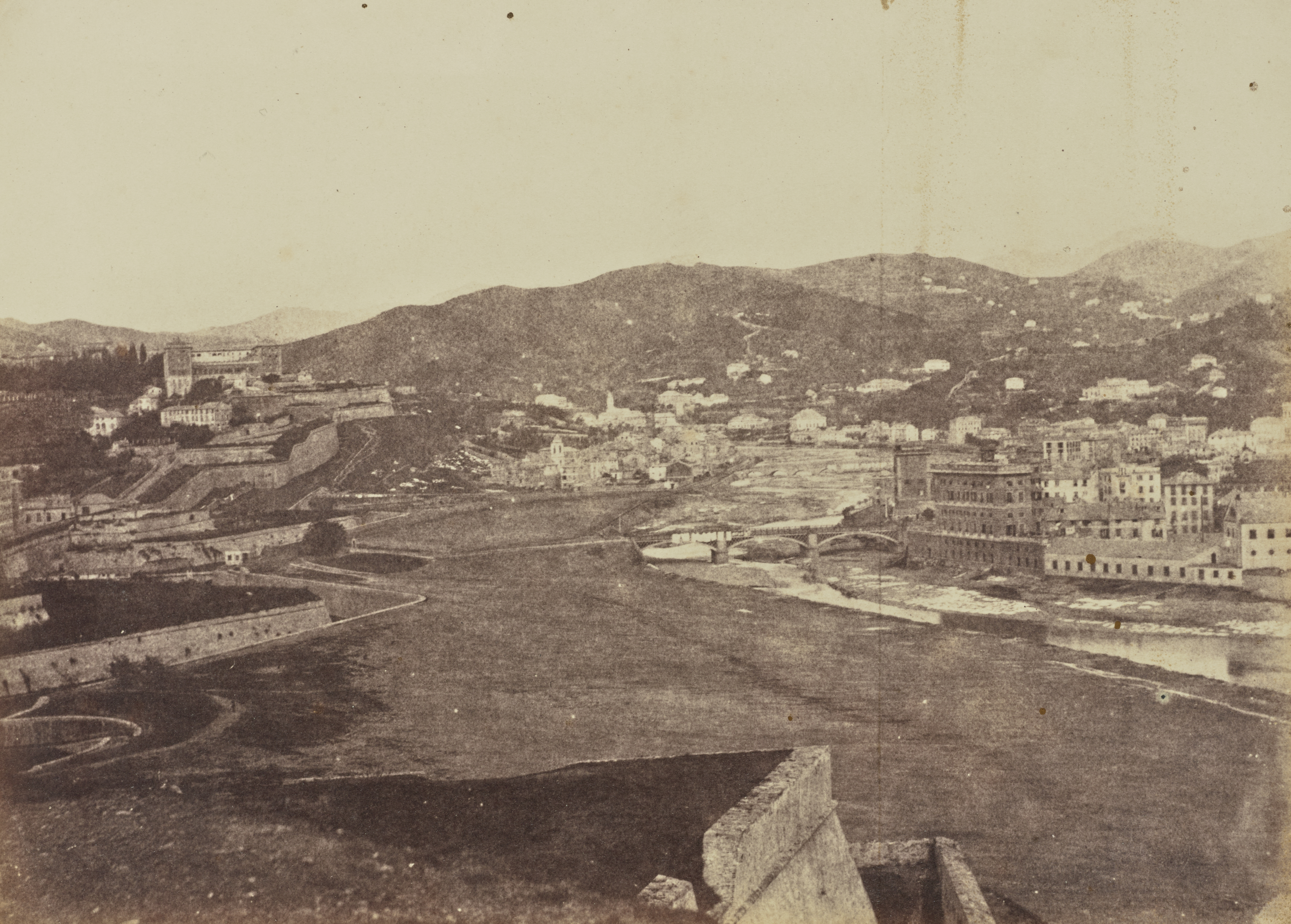
Une épreuve à l'albumine prise entre 1856 et 1859, en haut on peut voir le pont Carrega.